# Russell Kirsch
Russell A. Kirsch (20 de juny de 1929 - 11 d'agost de 2020) va ser un enginyer americà a l'Agència Nacional d'Estàndards (ara coneguda com a Institut Nacional d'Estàndards i Tecnologia). Se'l considera com l'inventor del píxel, així com l'autor de la primera imatge digital escanejada.

## Biografia

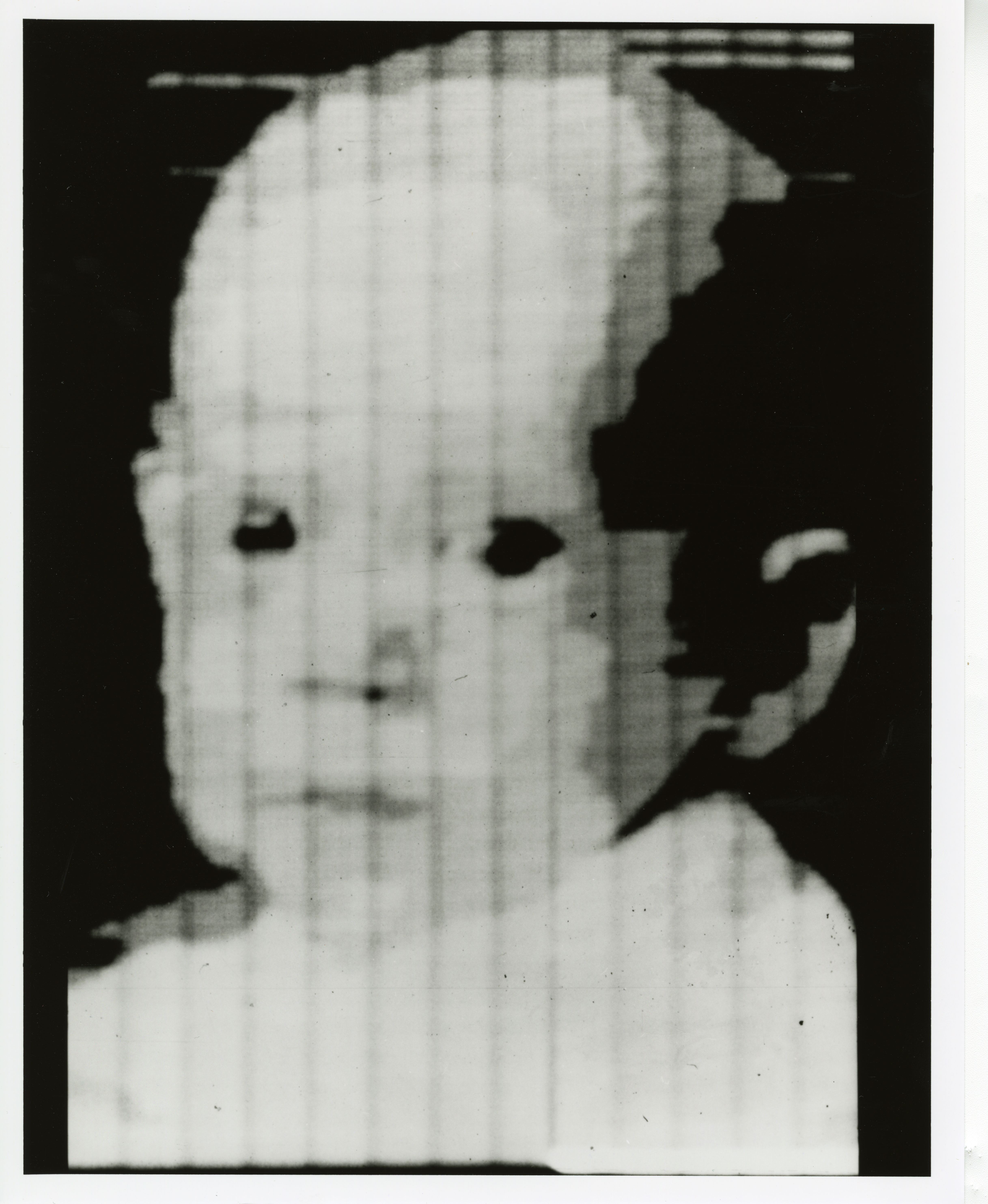
Pionera imatge escanejada digitalment del fill de Russell Kirsch, Walden, 1957

### Educació
Kirsch va néixer a Manhattan el 20 de juny de 1929. Descendent de jueus; els seus pares van immigrar als Estats Units de Rússia i Hongria. Va assistir a l'Institut de Ciència del Bronx, graduant el 1946. Va continuar la seva educació a la Universitat de Nova York el 1950, la Universitat Harvard el 1952, i més tard al Massachusetts Institute of Technology.

### Vida personal
Kirsch va estar casat amb Joan (Levin de naixement) Kirsch durant 65 anys fins a la seva mort. Junts, van tenir quatre fills: Walden, Peter, Lindsey, i Kara. Kirsch estar la majoria de la seva vida professional dins Washington DC, on va estar empleat a l'Institut Nacional d'Estàndards i Tecnologia per gairebé 50 anys. Es va traslladar a Portland, Oregon, el 2001 després de la seva jubilació.
Kirsch va morir l'11 d'agost de 2020, a casa seva a Portland, quan tenia 91 anys; els seus darrers anys havia patit de demència.

## Carrera professional
El 1951 Kirsch va entrar a treballar a l'Institut Nacional d'Estàndards formant part de l'equip que va crear el SEAC (Standards Eastern Automatic Computer). SEAC era el primer ordinador de programa emmagatzemat per esdevenir operatiu als Estats Units, hi va entrar en servei el 1950.
El 1957, el grup Kirsch va desenvolupar un escàner d'imatges digital, per "traçar variacions d'intensitat a les superfícies de fotografies", i va fer els primers escàners digitals. La primera fotografia que va escanejar era del seu fill de tres mesos, només tenia 30.976 píxels, una matriu de 176 × 176, en una àrea 5 × 5 cm. La profunditat de color era només d'un bit per píxel, blanc o negre directe, sense ombres intermèdies de grisos, però, combinant diversos escàners van fer servir llindars d'escombratge diferent, també es podia incorporar la informació d'una escala de grisos. Van utilitzar l'ordinador per extreure dibuixos de línies, comptar objectes, reconeixement òptic de caràcters, i van produir pantalles d'oscil·loscopi.
Kirsch també va proposar l'operador Kirsch per a la detecció de vores.
Al final de la seva activitat professional, va esdevenir director de recerca de Sturvil Corporation i assessor editorial de l'IEEE, així com de la publicació Languages of Design.

## Realitzacions
El 2003 Kirsch la fotografia del seu fill escanejada el 1957 va ser anomenada per la revista Life com una de les "100 Fotografies que van Canviar el Món" a causa de la seva importància en el desenvolupament de fotografia digital. La imatge original és al Portland Museu d'Art. Tot i que Kirsch no va treballar per la NASA, la seva invenció va ser crucial a la tecnologia utilitzada a l'exploració espacial, incloent l'aterratge lunar de l'Apollo. Alguns avenços mèdics com la tomografia computada desenvolupada per Godfrey Hounsfield, també pot ser atribuït a la recerca de Kirsch.